# Diabloceratops
Diabloceratops (von altgriechisch Διάβολος Diábolos ‚Teufel‘, κέρας kéras ‚Horn‘ und ὤψ ōps ‚Antlitz‘; wörtlich also „Gesicht mit Teufelshörnern“) war eine Gattung von Vogelbeckendinosauriern (Ornithischia) aus der Gruppe der Ceratopsia. Der herbivore Diabloceratops lebte in Nordamerika, wo er 2002 in der Wahweap-Formation im Gebiet des Grand Staircase-Escalante National Monument im US-Bundesstaat Utah entdeckt wurde. Das Holotyp-Exemplar besteht aus einem nahezu vollständig erhaltenen Schädel. Ein weiterer fragmentarischer Schädel könnte ebenfalls zu dieser Gattung gehören.

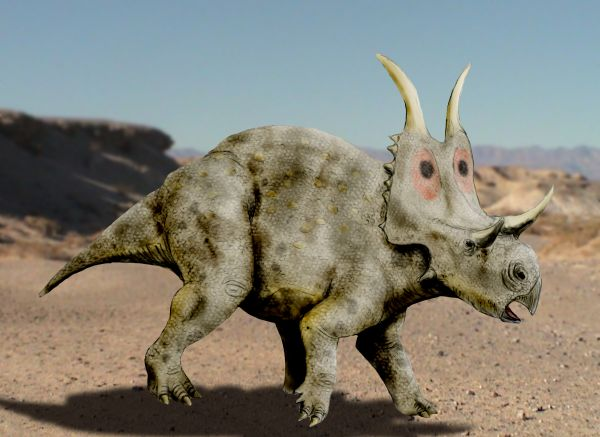
Künstlerische Lebendrekonstruktion

## Merkmale
Diabloceratops erreichte eine Länge von etwa 3,5 Metern und eine Höhe von 1,2 Metern. Auffälligstes Merkmal ist sein mit Halskrause und gebogenen Hörnern besetzter Schädel, dem er seinen Namen verdankt.

## Systematik
Diabloceratops zählt zu den Ceratopsidae. 2015 wurde der Stammbaum der Centrosaurinae von Evans & Ryan (2015) anlässlich der Erstbeschreibung des in Kanada gefundenen Wendiceratops überarbeitet. Demnach stellt Diabloceratops die basalste Gattung und das Schwestertaxon aller anderen bekannten Centrosaurinae dar, gefolgt von einem gemeinsamen Taxon aus Nasutoceratops und Avaceratops. Bei einer phylogenetischen Analyse 2012 wurde Xenoceratops noch als basalste Gattung der Centrosaurinae betrachtet und allen anderen bekannten Gattungen einschließlich des Diabloceratops  gegenübergestellt.